# Червен дукер
Червен дукер (Cephalophus natalensis) е вид бозайник от семейство Кухороги (Bovidae).

## Разпространение и местообитание
Разпространен е в Малави, Мозамбик, Южна Африка, Свазиленд и Танзания.